# Diego Campillo
Diego Campillo del Campo (* 19. Oktober 2001 in Victoria de Durango, Durango) ist ein mexikanischer Fußballspieler auf der Position eines Abwehrspielers, der häufiger auch im Mittelfeld eingesetzt wird.

## Karriere
Campillo wurde im Nachwuchsbereich des Club Deportivo Guadalajara ausgebildet und im Juli 2020 an das vereinseigene Farmteam Club Deportivo Tapatío abgegeben, bei dem er erste fußballerische Erfahrungen im Profifußball sammelte und mit dem er 2023 die Zweitligameisterschaft der Liga de Expansión MX gewann. 
Nachdem er auf Leihbasis für die Mineros de Zacatecas und den FC Juárez tätig gewesen war, kehrte Campillo im Juli 2025 zu seinem Ausbildungsverein Deportivo Guadalajara zurück. 

## Erfolge
- Meister der Liga de Expansión MX: Clausura 2023
- Campeón de Campeones der Liga de Expansión MX: 2022/23